# Mitglieder der Württembergischen Landstände 1815 bis 1819
Diese Liste umfasst die Mitglieder der Ständeversammlungen des Königreichs Württemberg von 1815 bis 1819.
Die erste Ständeversammlung von 1815 bis 1817 umfasste drei Tagungsperioden. Die erste Tagungsperiode fand vom 15. März bis zum 28. Juli 1815 statt, die zweite Tagungsperiode vom 16. Oktober 1815 bis zum 7. Dezember 1816 und die dritte Tagungsperiode vom 5. März bis zum 4. Juni 1817. Die zweite Ständeversammlung dauerte vom 13. Juli bis zum 25. September 1819 und führte zur Ratifizierung der Verfassung des Königreichs Württemberg.

## Das Präsidium
Präsident vom 15. März 1815 bis zum 7. Dezember 1816: Fürst August zu Hohenlohe-Öhringen 

Präsident vom 5. März bis zum 4. Juni 1817: Fürst Maximilian von Waldburg zu Zeil und Trauchburg 

Präsident vom 13. Juli bis zum 25. September 1819: Fürst Franz von Waldburg zu Zeil und Trauchburg
Amtierender Vizepräsident vom 15. März 1815 bis März 1817: Dr. Johann Friedrich Faber 

Vizepräsident vom 19. März 1817 bis zum 25. September 1819: Dr. Jakob Friedrich Weishaar

## Virilstimmberechtigte Mitglieder

### Virilstimmberechtigte Fürsten
- Fürst Rudolf von Colloredo-Mannsfeld (1815–1819)
- Fürst Franz Joseph von Dietrichstein zu Nikolsburg (1815–1819)
- Fürst Karl Egon II. zu Fürstenberg (1815–1819)
- Fürst Anselm von Fugger (1815–1817)
- Fürst Christian Friedrich Karl zu Hohenlohe-Kirchberg, vertreten durch seinen Sohn Prinz Georg Ludwig Moritz zu Hohenlohe-Kirchberg (1815–1819)
- Fürst Karl Ludwig zu Hohenlohe-Langenburg (1815–1819)
- Fürst Karl Albrecht III. zu Hohenlohe-Waldenburg-Schillingsfürst (1815–1819)
- Fürst August zu Hohenlohe-Öhringen (1815–1819)
- Fürst Karl August zu Hohenlohe-Waldenburg-Bartenstein (1815–1819)
- Fürst Friedrich zu Löwenstein-Wertheim-Freudenberg (1815–1819)
- Fürst Johann Karl zu Löwenstein-Wertheim-Freudenberg (1815–1819)
- Fürst Franz von Metternich-Winneburg und Ochsenhausen (1815–1817), war nie persönlich anwesend und ließ sich vertreten
- Fürst Clemens von Metternich-Winneburg und Ochsenhausen (1819), war nie persönlich anwesend und ließ sich vertreten
- Fürst Ludwig zu Oettingen-Wallerstein (1815–1819)
- Fürst Alois III. zu Oettingen-Spielberg (1815–1819)
- Fürst Franz Wilhelm zu Salm-Reifferscheidt-Krautheim (1815–1819), 1819 vertreten durch seinen Bruder, den Altgrafen  Clemens zu Salm-Reifferscheidt
- Fürst Karl Alexander von Thurn und Taxis
- Fürst Leopold von Waldburg zu Zeil und Wurzach (1815–1819)
- Fürst Maximilian von Waldburg zu Zeil und Trauchburg (1815–1817)
- Fürst Franz von Waldburg zu Zeil und Trauchburg (1819)
- Fürst Joseph Anton von Waldburg zu Wolfegg und Waldsee (1815–1819)
- Fürst Alfred zu Windischgrätz (1815–1819)

### Virilstimmberechtigte Grafen
- Clemens Graf Adelmann von Adelmannsfelden (1815–1819)
- Reichsgraf Paul Josef von Beroldingen (1815–1819)
- Graf Ernst Maria von Bissingen-Nippenburg
- Graf Christoph von Degenfeld-Schonburg (1815–1817), jedoch ruhte die Stimme wegen Minderjährigkeit des Grafen
- Graf Karl Ludwig von Dillen (1815–1819), war aber nie persönlich anwesend
- Friedrich Graf von Fugger von Kirchberg und Weissenhorn (1819)
- Karl Anton Graf von Fugger von Nordendorf (1819)
- Graf Franz von Königsegg-Aulendorf (1815–1819)
- Graf Adam Albert von Neipperg (1815–1819)
- Graf Philipp Christian von Normann-Ehrenfels vertreten durch seinen Sohn Friedrich von Normann-Ehrenfels (1815–1817)
- Graf Karl August Friedrich von Normann-Ehrenfels (1819)
- Graf von Plettenberg-Mietingen; dessen Stimme ruhte
- Graf Wilhelm von Quadt zu Wykradt und Isny
- Graf Aloys von Rechberg und Rothenlöwen zu Hohenrechberg (1815–1819)
- Graf Karl von Reischach-Riet (1815–1819), bis 1817 zeitweilig vertreten von seinem Sohn Ludwig von Reischach-Riet
- Graf Richard von Schaesberg-Thannheim (1815–1819)
- Graf Philipp von Stadion-Warthausen (1815–1819)
- Graf Franz von Sternberg-Manderscheid (1815–1819)
- Graf Josef August von Törring-Gutenzell (1815–1817), war nie persönlich anwesend
- Graf Friedrich Karl Waldbott von Bassenheim (1815–1819), war nie persönlich anwesend.
- Graf Georg von Waldeck-Pyrmont (1815–1819)
- Graf Ludwig von Wartenberg-Roth (1815–1817), war nie persönlich anwesend
- Reichsgraf Johann Friedrich Carl von Zeppelin-Aschhausen (1815–1819)

### Virilstimmberechtigte Freiherren
- Freiherr Alois von Bömmelberg (1815–1819)
- Freiherr Nikolaus Christian Josef von Freyberg (1815–1817)
- Freiherr Ludwig von Gemmingen-Guttenberg-Bonfeld (1815–1819)
- Graf Ernst Eugen von Görlitz (1815–1819)
- Freiherr Reinhard von Massenbach (1815–1817)
- Freiherr Karl von Speth-Untermarchtal (1815–1819)
- Freiherr Franz Leopold von Stain zum Rechtenstein (1815–1819)
- Freiherr Karl Konrad Thumb von Neuburg (1815–1819)
- Freiherr Maximilian Gebhard von Ulm-Erbach-Mittelbiberach (1815–1819)
- Freiherr Karl Friedrich Varnbüler von und zu Hemmingen (1815–1817)
- Freiherr Ferdinand Varnbüler von und zu Hemmingen (1819)
- Freiherr Franz Xaver von Welden (1815–1819)
- Freiherr Konstantin von Welden-Groß-Laupheim (1815–1819)

### Vertreter von Virilstimmberechtigten
- Franz von Beulwitz (1815–1817)
- Johann Friedrich Cotta von Cottendorf (1815–1819)
- Graf Karl zu Erbach-Wartenberg-Roth (1815–1819)
- Freiherr Ludwig von Gemmingen-Bürg (1815–1817)
- Freiherr August von Hornstein-Bußmannshausen (1815–1817)
- Freiherr Christian von Massenbach (1816–1817)
- Freiherr Eugen von Maucler (1815–1817)
- Freiherr Maximilian von Ow (1815–1819)
- Franz von Salm-Dyk (1815–1817)
- Freiherr Karl von Seckendorff-Gudent (1815–1817)
- Karl von Varnbüler (1815–1819)
- Freiherr Karl von Woellwarth-Lauterburg-Essingen (1815–1817)

### Vertreter der evangelischen Landeskirche
- Dienstälteste Generalsuperintendenten: Heinrich David von Cleß (1815–1817) und Johann Christoph von Schmid (1819)

### Vertreter der römisch-katholischen Kirche
- Generalvikar von Ellwangen: Fürst Franz Karl zu Hohenlohe-Waldenburg (1815–1817)
- Generalvikar von Rottenburg: Johann Baptist von Keller (1819)
- Dienstälteste katholische Dekane: Ernst Steigentesch (1815–1817), gefolgt von Johann Nepomuk Vanotti (1819)

### Kanzler der Universität Tübingen
- Christian Friedrich von Schnurrer (1815–1817)

## Die 70 gewählten Abgeordneten

### Die Abgeordneten der sieben „guten Städte“
| Stadt       | Name                                          |
| ----------- | --------------------------------------------- |
| Stuttgart   | Heinrich Immanuel Klüpfel (1815 bis 1817)     |
| Stuttgart   | Jakob Friedrich Weishaar (1819)               |
| Tübingen    | Johann Christian Schott (1815 bis 1817)       |
| Tübingen    | Eberhard Friedrich Hehl (1819)                |
| Ludwigsburg | Johann Friedrich Faber (1815 bis 1817)        |
| Ludwigsburg | Georg Friedrich Ludwig Schönleber             |
| Ellwangen   | Thomas Niederhöfer (1815 bis 1817)            |
| Ellwangen   | Josef Alois Zimmerle (1819)                   |
| Ulm         | Johann Heinrich Miller (1815 bis 1817)        |
| Ulm         | Johann Ludwig Kiderlen (1819)                 |
| Heilbronn   | Georg Christian Franz Kübel (1815 bis 1817)   |
| Heilbronn   | August Schreiber (1819)                       |
| Reutlingen  | Dr. Clemens Christoph Camerer (1815 bis 1817) |
| Reutlingen  | Johann Ludwig Wunderlich (1819)               |

### Die Abgeordneten der Oberämter desNeckarkreises
| Oberamt           | Name                                            |
| ----------------- | ----------------------------------------------- |
| Backnang          | Matthäus Klemm (1815 bis 1817)                  |
| Backnang          | Karl Friedrich Enslin (1817 und 1819)           |
| Besigheim         | Benjamin Friedrich Haakh (1815 bis 1817)        |
| Besigheim         | Dr. Karl Heinrich Fetzer (1819)                 |
| Böblingen         | Dr. Johann Friedrich Cotta (1815 bis 1817)      |
| Böblingen         | Dr. Albert Schott (1819)                        |
| Brackenheim       | Christian Georg Jakob Seybold (1815 bis 1817)   |
| Brackenheim       | Ludwig Georg Friedrich Seybold (1819)           |
| Cannstatt         | Georg Friedrich Weckherlin                      |
| Esslingen         | Dr. Eberhard Friedrich Honold (1815 bis 1817)   |
| Esslingen         | Joseph von Theobald (1819)                      |
| Heilbronn (Amt)   | Friedrich Christoph Mayer (1815 bis 1817)       |
| Heilbronn (Amt)   | Johann Christoph Ludwig (1819)                  |
| Leonberg          | Gottlieb Wilhelm Hoffmann                       |
| Ludwigsburg (Amt) | Karl Ludwig Frey (1815 bis 1817)                |
| Ludwigsburg (Amt) | Josef Eberhard Schäffer (1819)                  |
| Marbach           | Heinrich Ernst Ferdinand Bolley (1815 bis 1817) |
| Marbach           | Andreas Hauser (1819)                           |
| Maulbronn         | Friedrich Ludwig Lang                           |
| Neckarsulm        | Peter Heinrich Merkle (1815 bis 1817)           |
| Neckarsulm        | Ludwig Friedrich John (1819)                    |
| Stuttgart (Amt)   | Ludwig Friedrich Griesinger (1815 bis 1817)     |
| Stuttgart (Amt)   | Christoph Abraham Gohl (1819)                   |
| Vaihingen         | Christian Ferdinand Löbert (1815 bis 1817)      |
| Vaihingen         | Eberhard August Magenau (1819)                  |
| Waiblingen        | Ernst Bernhard Wagner (1815 bis 1817)           |
| Waiblingen        | Johann Daniel Currlen                           |
| Weinsberg         | Karl Heinrich Fetzer (1815 bis 1817)            |
| Weinsberg         | Burkhard Friedrich Mauchart                     |

### Die Abgeordneten der Oberämter desJagstkreises
| Oberamt         | Name                                                          |
| --------------- | ------------------------------------------------------------- |
| Aalen           | Maximilian Heinrich Gleich (legte sein Mandat 1815 nieder)    |
| Aalen           | Adam Friedrich Gock (1815 bis 1817, legte sein Mandat nieder) |
| Aalen           | Gottlob Gaupp (1817)                                          |
| Aalen           | Johannes König (1819)                                         |
| Crailsheim      | Freiherr Karl von Ellrichshausen (1815 bis 1817)              |
| Crailsheim      | Johann Friedrich Baumann (1819)                               |
| Ellwangen (Amt) | Josef Ladenburger (1815 bis 1817)                             |
| Ellwangen (Amt) | Ulrich Innozenz Rettenmaier (1819)                            |
| Gaildorf        | Dr. Gottfried Knapp (1815 bis 1817)                           |
| Gaildorf        | Christof Friedrich Faadt (1819)                               |
| Gerabronn       | Georg Ferdinand Forstner von Dambenoy (1815 bis 1817)         |
| Gerabronn       | Wilhelm Friedrich Löhrl (1819)                                |
| Gmünd           | Josef Johann Friedrich Seybold (1815 bis 1817)                |
| Gmünd           | Dr. Johann Georg Mühleisen (1819)                             |
| Hall            | Johann Heinrich Schwarz (1815 bis 1817)                       |
| Hall            | Andreas Jakob Valentin Majer (1819)                           |
| Heidenheim      | Friedrich Karl Essich                                         |
| Künzelsau       | Josef Johann Kaspar Berger                                    |
| Mergentheim     | Daniel Friedrich Grün                                         |
| Neresheim       | Heinrich Franz von Keller                                     |
| Öhringen        | Samuel Abraham von Renner (1815 bis 1817)                     |
| Öhringen        | Heinrich Kessler (1819)                                       |
| Schorndorf      | Christian Rapp                                                |
| Lorch           | Ferdinand von Pistorius                                       |

### Die Abgeordneten der Oberämter desSchwarzwaldkreises
| Oberamt        | Name                                                               |
| -------------- | ------------------------------------------------------------------ |
| Balingen       | Johann Georg Hartmann                                              |
| Calw           | Dr. Christian Jakob Zahn                                           |
| Freudenstadt   | Karl Gottlieb Kierecker (legte sein Mandat 1815 nieder)            |
| Freudenstadt   | Dr. Friedrich Gmelin (1815 bis 1817 und 1819)                      |
| Herrenberg     | Karl Ludwig Berg (1815 bis 1817)                                   |
| Herrenberg     | Christian Friedrich Ruoff (1819)                                   |
| Horb           | Georg Balthasar Kurz                                               |
| Nagold         | Philipp Friedrich Reinhard (1815 bis 1817)                         |
| Nagold         | Bartholomäus Reichart (1819)                                       |
| Neuenbürg      | Christian Gottlieb Knaus (1815 bis 1816, legte sein Mandat nieder) |
| Neuenbürg      | Ludwig Friedrich Valentin Andreae (1816 bis 1817)                  |
| Neuenbürg      | Gottlob Gaupp (1819)                                               |
| Nürtingen      | Christian Friedrich Löw (1815 bis 1817)                            |
| Nürtingen      | Friedrich Wilhelm Fischer (1819)                                   |
| Oberndorf      | Anton Jeggle                                                       |
| Reutlingen     | Georg Wilhelm Buchrucker (1815 bis 1817)                           |
| Reutlingen     | Wilhelm Christian Steeb (1819)                                     |
| Rottenburg     | Florian Gerbert                                                    |
| Rottweil       | Augustin Steinhäuser (legte sein Mandat 1815 nieder)               |
| Rottweil       | Johann Philipp August Georgii (1815 bis 1817)                      |
| Rottweil       | Andreas Burkhard (1819)                                            |
| Spaichingen    | Sylvester Merkt                                                    |
| Sulz           | Johann Jakob Hartenstein (1815 bis 1817)                           |
| Sulz           | Wilhelm Krehl (1819)                                               |
| Tübingen (Amt) | Johann Georg Walker (1815 bis 1817)                                |
| Tübingen (Amt) | Dr. Ludwig Uhland (1819)                                           |
| Tuttlingen     | Karl Beckh                                                         |
| Urach          | Heinrich August Georgii (1815 bis 1817)                            |
| Urach          | Johann Philipp Rau (1819)                                          |

### Die Abgeordneten der Oberämter desDonaukreises
| Oberamt    | Name                                                  |
| ---------- | ----------------------------------------------------- |
| Albeck     | Viktor Friedrich Sandberger (1815 bis 1817)           |
| Biberach   | Friedrich Anton Zink (1815 bis 1817)                  |
| Biberach   | Johann Nepomuk von Pflummern (1819)                   |
| Blaubeuren | Abraham Ott                                           |
| Ehingen    | Christian Niedermüller (1815 bis 1816)                |
| Ehingen    | Xaver Walser (1816 bis 1817)                          |
| Ehingen    | Josef Vogt (1819)                                     |
| Geislingen | Johann Jakob Häberlen (legte sein Mandat 1815 nieder) |
| Geislingen | Dr. Josef Reiter (1816 bis 1817)                      |
| Geislingen | Johann Georg Thierer (1819)                           |
| Göppingen  | Dr. Willibald Feuerlein                               |
| Kirchheim  | Dr. Josef Reiter (1815 bis 1817)                      |
| Kirchheim  | Johann Friedrich Widenmann (1819)                     |
| Leutkirch  | Josef Wocher (1815 bis 1817)                          |
| Leutkirch  | Karl Konrad Bleyer (1819)                             |
| Münsingen  | Johann Friedrich Koch (1815 bis 1817)                 |
| Münsingen  | Heinrich Wilhelm Karl Erhardt (1819)                  |
| Ravensburg | Josef Anton Rhomberg                                  |
| Riedlingen | Josef Christian Buck (legte sein Mandat 1815 nieder)  |
| Riedlingen | Kasimir Widmann (1815 bis 1817)                       |
| Riedlingen | Franz Xaver Bollstetter (1819)                        |
| Saulgau    | Dr. Johann Michael Diesch (1815 bis 1817)             |
| Saulgau    | Kasimir Widmann (1819)                                |
| Tettnang   | Josef Pfanner                                         |
| Ulm        | Franz Daniel Schad von Mittelbiberach (1815 bis 1817) |
| Ulm        | Nikolaus Koch (1819)                                  |
| Waldsee    | Valentin Döbele (legte sein Mandat 1815 nieder)       |
| Waldsee    | Dr. Heinrich Schmidlin (1815 bis 1817)                |
| Waldsee    | Ferdinand Rugel (1817)                                |
| Waldsee    | Franz Xaver Steinhauser (1819)                        |
| Wangen     | Augustin Alois Wocher (1815 bis 1817)                 |
| Wangen     | Maximilian Prielmayer (1819)                          |
| Wiblingen  | Friedrich Fischer (1815 bis 1817)                     |
| Wiblingen  | Urban Mayer (1819)                                    |